# Uropyxis nissoliae
Uropyxis nissoliae ist eine Ständerpilzart aus der Ordnung der Rostpilze (Pucciniales). Der Pilz ist ein Endoparasit der Hülsenfrüchtlergattung Nissolia. Symptome des Befalls durch die Art sind Rostflecken und Pusteln auf den Blattoberflächen der Wirtspflanzen. Sie ist in Mittelamerika verbreitet.

## Merkmale

### Makroskopische Merkmale
Uropyxis nissoliae ist mit bloßem Auge nur anhand der auf der Oberfläche des Wirtes hervortretenden Sporenlager zu erkennen. Sie wachsen in Nestern, die als gelbliche bis braune Flecken und Pusteln auf den Blattoberflächen erscheinen.

### Mikroskopische Merkmale
Das Myzel von Uropyxis nissoliae wächst wie bei allen Uropyxis-Arten interzellulär und bildet Saugfäden, die in das Speichergewebe des Wirtes wachsen. Ihre Spermogonien wachsen oberseitig in kleinen Gruppen auf den Wirtsblättern. Die ihnen gegenüber wachsenden Aecien der Art sind gelbbraun und besitzen Paraphysen. Ihre hellgelblichen Aeciosporen sind 15–18 × 17–16 µm groß, kugelig bis breitellipsoid und stachelwarzig. Die Uredien des Pilzes ähneln seinen Aecien, auch in ihren Sporen. Die beidseitig wachsenden Telien der Art sind schwarzbraun, pulverig und früh unbedeckt. Die kastanienbraunen Teliosporen sind einzellig, in der Regel ellipsoid bis langellipsoid, stachelwarzig und meist 33–38 × 21–24 µm groß. Ihre Stiele sind farblos und 30–45 µm lang.

## Verbreitung
Das bekannte Verbreitungsgebiet von Uropyxis nissoliae reicht von Mexiko bis El Salvador.

## Ökologie
Die Wirtspflanzen von Uropyxis nissoliae sind diverse Nissolia-Arten. Der Pilz ernährt sich von den im Speichergewebe der Pflanzen vorhandenen Nährstoffen, seine Sporenlager brechen später durch die Blattoberfläche und setzen Sporen frei. Die Art durchläuft einen makrozyklischen Entwicklungszyklus mit Spermogonien, Aecien, Telien und Uredien. Als autoöker Parasit macht sie keinen Wirtswechsel durch.